# Schierstedter Busch
Koordinaten: 51° 44′ 52″ N, 11° 29′ 54″ O
Der Schierstedter Busch ist ein Naturschutzgebiet in der Stadt Aschersleben im Salzlandkreis in Sachsen-Anhalt.
Das Naturschutzgebiet mit dem Kennzeichen NSG 0072 ist 23,36 Hektar groß. Es ist Bestandteil des FFH-Gebietes „Wipper unterhalb Wippra“. Das Gebiet steht seit 1967 unter Schutz (Datum der Verordnung: 11. September 1967). Zuständige untere Naturschutzbehörde ist der Salzlandkreis.
Das Naturschutzgebiet liegt direkt südöstlich von Aschersleben in der Niederung von Wipper und Eine. Es stellt ein naturnahes Waldgebiet am Zusammenfluss der beiden Flüsse unter Schutz. Das Gebiet wird von Auwaldresten mit Eschen und Ulmen sowie Weidengebüschen aus Salweide, Bruchweide und Korbweide geprägt. Darin sind Röhrichte, Rieden und Grünlandflächen eingestreut. So sind in Senken Schlankseggenriede, Schilfröhrichte mit feuchten Staudenfluren und Bruchwald zu finden. Auf höhergelegenen Grünlandflächen siedeln Wiesenfuchsschwanz, Waldengelwurz und Kohldistel.
Der Schierstedter Busch hat große Bedeutung für zahlreiche Vögel. Im Naturschutzgebiet brüten u. a. Rohrweihe, Rot- und Schwarzmilan, Zwergtaucher, Wasserralle, Braunkehlchen, Feldschwirl, Drossel-, Teich-, Sumpf- und Schilfrohrsänger. Ferner wird es als Durchzugsgebiet von Seeadler, Eisvogel, Wiedehopf, Ringdrossel, Beutelmeise, Blaukehlchen und Schlagschwirl genutzt.
Das Naturschutzgebiet ist größtenteils von landwirtschaftlichen Nutzflächen umgeben. Im Westen grenzt es an die Bahnstrecke Halle–Vienenburg.